# Scuola carabinieri di perfezionamento al tiro
La Scuola carabinieri di perfezionamento al tiro, istituita l'11 febbraio del 2004, rappresenta l'evoluzione sul piano ordinativo del Centro di perfezionamento al tiro costituito il 20 agosto 1971.
La scuola dipende direttamente dal Comando delle scuole dell'Arma dei Carabinieri e ha sede a Roma, nella caserma "Talamo" di Ponte Salario in Roma.

## Storia
La scuola (al tempo "centro") fu istituita nel momento in cui in Italia si manifestò l'esigenza di elevare sensibilmente il livello addestrativo dei carabinieri nell'uso delle armi da fuoco, allo scopo di fronteggiare la crescente violenza criminale.
La scuola supporta i reparti territoriali dell'Arma con nuclei di intervento composti da tiratori scelti, impiegabili su tutto il territorio nazionale in presenza di particolari esigenze e su attivazione del comando generale.

## Attività
La scuola svolge corsi di specializzazione per istruttori di tiro e tiratori scelti, ufficiali d'armamento ed armaioli, e corsi di perfezionamento all'impiego di armi individuali (tiro d'emergenza). I corsi servono in primo luogo ad affinare la tecnica di tiro, ma svolgono un importante ruolo di sensibilizzazione degli allievi sulla parte etica e giuridica dell'intervento armato.
L'addestramento è effettuato sviluppando sempre la convinzione di operare in un contesto reale. A questo scopo i tiratori hanno a disposizione un poligono in galleria che consente di operare nella massima sicurezza, due poligoni a cielo aperto (25 e 50 m) e sistemi interattivi di simulazione digitale FATS. Il poligono in galleria è dotato di un parapalle a schermo granulare elastomerico, per evitare la produzione di vapori di piombo.
La scuola coopera alla realizzazione e revisione della normativa regolamentare dell'istruzione in materia di addestramento al tiro e di armi, e degli ausili didattici sulle tecniche di tiro e sulle armi.
A monte dell'attività addestrativa-operativa, il reparto svolge una costante ricerca e sperimentazione di nuove tecniche di tiro, di armi, ed equipaggiamenti sempre più funzionali ed efficaci, e ne riferisce i risultati al Comando generale dell'Arma.